# Михаило Цмиљановић
Михаило Цмиљановић (Пријепоље, 15. јуна 1994) српски је фудбалер.

## Трофеји и награде
Слога Краљево
- Српска лига Запад: 2010/11.[5]